# Agama cristata
Agama cristata е вид влечуго от семейство Agamidae. Видът не е застрашен от изчезване.

## Разпространение и местообитание
Разпространен е в Мали.
Обитава гористи местности и савани.